# L'Enfant des Flandres
Pour plus de détails, voir Fiche technique et Distribution.
L'Enfant des Flandres (A Boy of Flanders) est un film américain muet réalisé par Victor Schertzinger, sorti en 1924.
Il s'agit de la seconde adaptation du classique de la littérature pour la jeunesse, A Dog of Flanders de Ouida (1872). Trois remakes suivront :
- A Dog of Flanders (1935)
- L'Orphelin et son chien (1960)
- Nello et le Chien des Flandres (1999)

## Synopsis
Nello, un orphelin qui rêve de devenir peintre, adopte un chien errant, qui contribue à changer sa vie.

## Fiche technique
- Titre original : A Boy of Flanders
- Réalisation : Victor Schertzinger
- Scénario : Walter Anthony, Marion Jackson (adaptation), d'après le roman A Dog of Flanders de Maria Louise Ramé (1872)
- Image : Frank B. Good (en), Robert Martin
- Montage : Irene Morra
- Producteur : Jack Coogan Sr.
- Société de production : Jackie Coogan Productions
- Société de distribution : Metro-Goldwyn-Mayer
- Pays de production :  États-Unis
- Langue d'origine : anglais américain
- Format : noir et blanc — 35 mm — 1,33:1 — muet
- Genre : drame, film pour la jeunesse
- Durée : 70 min
- Dates de sortie :
  - États-Unis : 7 avril 1924
  - France : 19 décembre 1924

## Distribution
- Jackie Coogan : Nello Daas
- Teddy (dog) (en) : le chien de Nello, Patrasche
- Nigel De Brulier : Jehan Daas, le grand-père
- Lionel Belmore : Baas Cogez, le meunier
- Nell Craig : Marie Cogez, la femme du meunier
- Jeanne Carpenter : Alois Cogez, la fillette du meunier
- Russ Powell : Baas Kronstadt
- Ainse Charland : Dumpert Schimmelpennick
- Eugenia Tuttle : Mme Schimmelpennick
- Sidney Franklin : M. Brinker
- Toby Wing : petite fille